# Вучичевич, Неманья
Не́манья Вучи́чевич (серб. Немања Вучићевић; Неманя Вучичевич, 11 августа 1979, Белград) — югославский и сербский футболист, нападающий.

## Карьера
Начал свою карьеру в родной Югославии, затем уехал в Россию, где играл в «Локомотиве», но долго там не задержался, изредка выходя на замену, потому вернулся в ОФК. Затем выступал в Германии, сначала в «Мюнхен 1860», в котором был дисквалифицирован на полгода за употребление допинга, потом перешёл в «Кёльн». В конце 2009 года перешёл в «Хапоэль» из Тель-Авива.